# Alexander Newton Winchell
Alexander Newton Winchell (Minneapolis, 2 marzo 1874 – New Haven, 7 giugno 1958) è stato un geologo e mineralogista statunitense.

## Biografia
Rispettivamente figlio di Newton Horace e nipote di Alexander, entrambi geologi di chiara fama, Winchell si è laureato nell'Università del Minnesota nel 1896 e si è perfezionato alla Sorbona di Parigi nel 1900. 
È stato docente di mineralogia e petrografia nella Scuola delle Miniere del Montana fino al 1907, quando si è trasferito all'Università del Wisconsin, come professore di geologia, incarico che ha mantenuto sino al pensionamento. Tra il 1948 e il 1950 ha insegnato anche, come professore aggiunto di mineralogia, sia all'Università della Virginia che alla Columbia University.
La sua principale attività di ricerca ha riguardato la cristallografia, nella correlazione tra le proprietà ottiche e la composizione chimica dei minerali. In tal senso ha pubblicato in tre volumi, più volte ristampati, anche in russo, gli Elementi di mineralogia ottica. Introduzione alla petrografia microscopica (1927-1929), con la collaborazione sia del padre, sia del figlio Horace. 
Socio di diverse istituzioni scientifiche, fra cui la Società Geologica d'America e l'American Association for the Advancement of Science, è stato presidente della Società Mineralogica d'America nel 1927 e nel 1932. 
Nel 1955 gli è stata conferita la Medaglia Roebling.